# Spaniens Grand Prix 1993
Spaniens Grand Prix 1993 var det femte av 16 lopp ingående i formel 1-VM 1993.

## Resultat
1. Alain Prost, Williams-Renault, 10 poäng
2. Ayrton Senna, McLaren-Ford, 6
3. Michael Schumacher, Benetton-Ford, 4
4. Riccardo Patrese, Benetton-Ford, 3
5. Michael Andretti, McLaren-Ford, 2
6. Gerhard Berger, Ferrari, 1
7. Mark Blundell, Ligier-Renault
8. Christian Fittipaldi, Minardi-Ford
9. Erik Comas, Larrousse-Lamborghini
10. Aguri Suzuki, Footwork-Mugen Honda
11. Thierry Boutsen, Jordan-Hart
12. Rubens Barrichello, Jordan-Hart
13. Derek Warwick, Footwork-Mugen Honda
14. Alessandro Zanardi, Lotus-Ford (varv 60, motor)

### Förare som bröt loppet
- JJ Lehto, Sauber (varv 53, motor)
- Luca Badoer, BMS Scuderia Italia (Lola-Ferrari) (43, överhettning)
- Karl Wendlinger, Sauber (42, bränslesystem)
- Damon Hill, Williams-Renault (41, motor)
- Jean Alesi, Ferrari (40, motor)
- Fabrizio Barbazza, Minardi-Ford (37, snurrade av)
- Philippe Alliot, Larrousse-Lamborghini (26, transmission)
- Martin Brundle, Ligier-Renault (11, snurrade av)
- Ukyo Katayama, Tyrrell-Yamaha (11, snurrade av)
- Johnny Herbert, Lotus-Ford (2, upphängning)

### Förare som diskvalificerades
- Andrea de Cesaris, Tyrrell-Yamaha (Diskvalificerad efter en trängning vid starten)

### Förare som ej kvalificerade sig
- Michele Alboreto, BMS Scuderia Italia (Lola-Ferrari)

## VM-ställning
| Förarmästerskapet 1. Alain Prost, Williams-Renault, 34 2. Ayrton Senna, McLaren-Ford, 32 3. Michael Schumacher, Benetton-Ford, 14 | Konstruktörsmästerskapet 1. Williams-Renault, 46 2. McLaren-Ford, 34 3. Benetton-Ford, 19 |